# Мусцлето (Удине)
Мусцлето је насеље у Италији у округу Удине, региону Фурланија-Јулијска крајина.
Према процени из 2011. у насељу је живело 65 становника. Насеље се налази на надморској висини од 25 м.